# Bäls socken
Bäls socken ingick i Gotlands norra härad, ingår sedan 1971 i Gotlands kommun och motsvarar från 2016 Bäls distrikt.
Socknens areal är 24,87 kvadratkilometer, varav 24,86 land. År 2020 fanns här 123 invånare.

## Administrativ historik

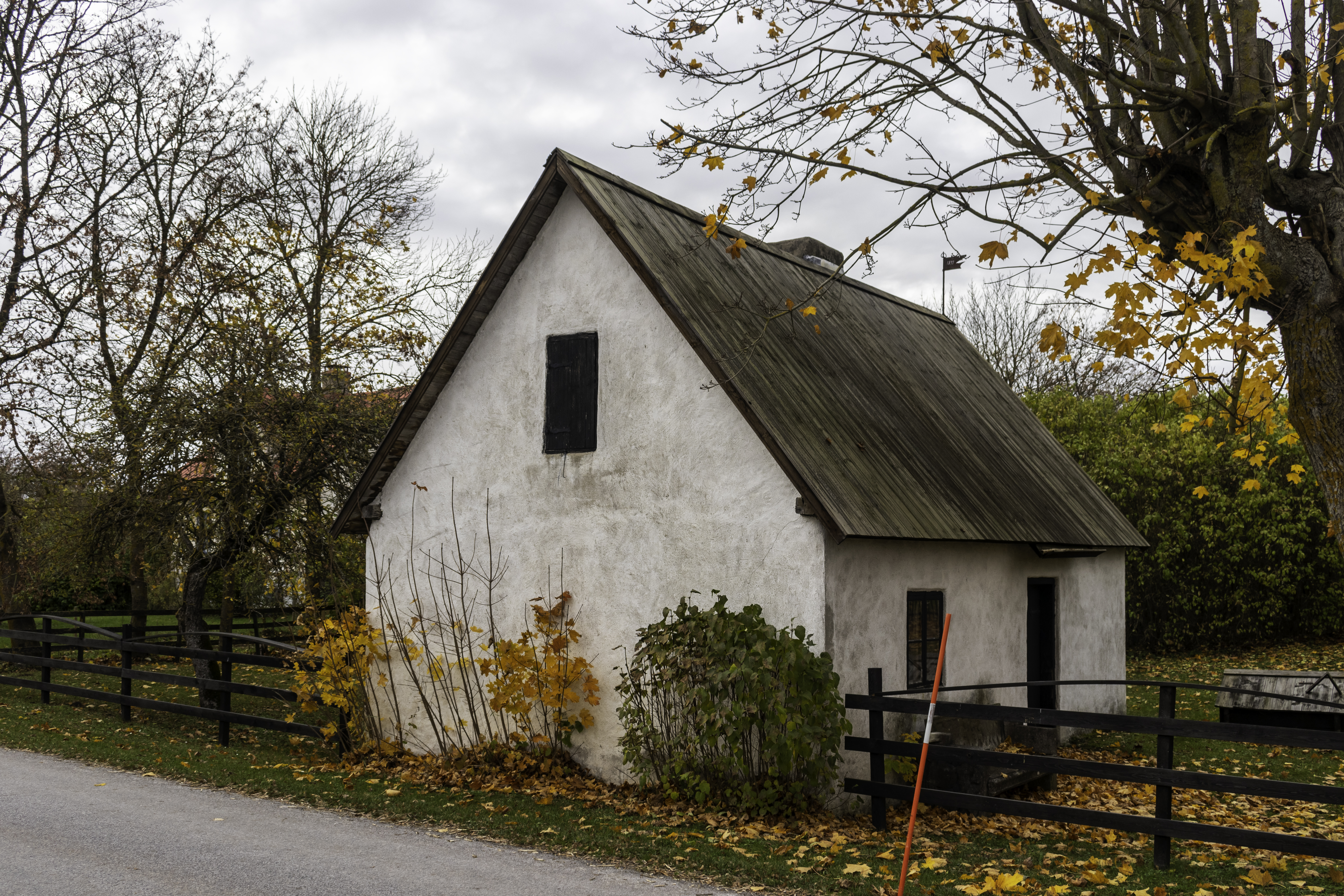
Bäls sockenstuga

Bäls socken har medeltida ursprung. Socknen tillhörde Bäls ting som i sin tur ingick i Bro setting i Nordertredingen.
Vid kommunreformen 1862 övergick socknens ansvar för de kyrkliga frågorna till Bäls församling och för de borgerliga frågorna bildades Bäls landskommun. Landskommunen inkorporerades 1952 i Tingstäde landskommun och ingår sedan 1971 i Gotlands kommun. Församlingen uppgick 2007 i Väskinde församling.
1 januari 2016 inrättades distriktet Bäl, med samma omfattning som församlingen hade 1999/2000.  
Socknen har tillhört samma fögderier och domsagor som Gotlands norra härad. De indelta båtsmännen tillhörde Gotlands första båtsmanskompani.

## Geografi
Bäls socken ligger öster om Visby. Socknen är slättbygd i väster och skogsbygd i öster.

### Gårdsnamn
Annexen, Auråkre, Gane, Gute, Lillbäls, Nystugu, Stenstugu, Sudergårde, Uppuse, Ösarve.

## Fornlämningar
Block med sliprännor finns i socknen. Kända från socknen är gravrösen från bronsåldern samt gravfält och stensträngar från järnåldern.

### Aränge fornlämningsområde

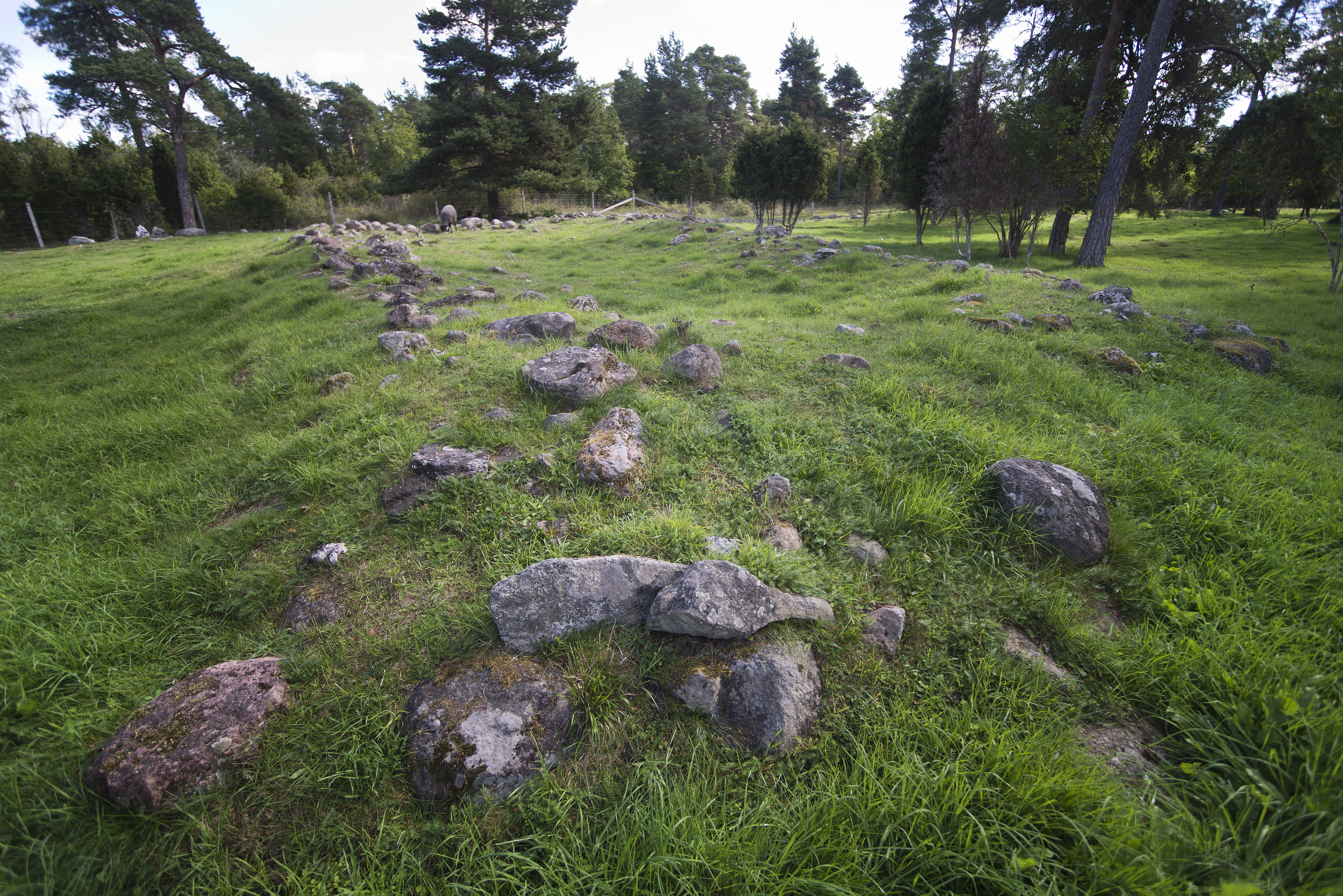
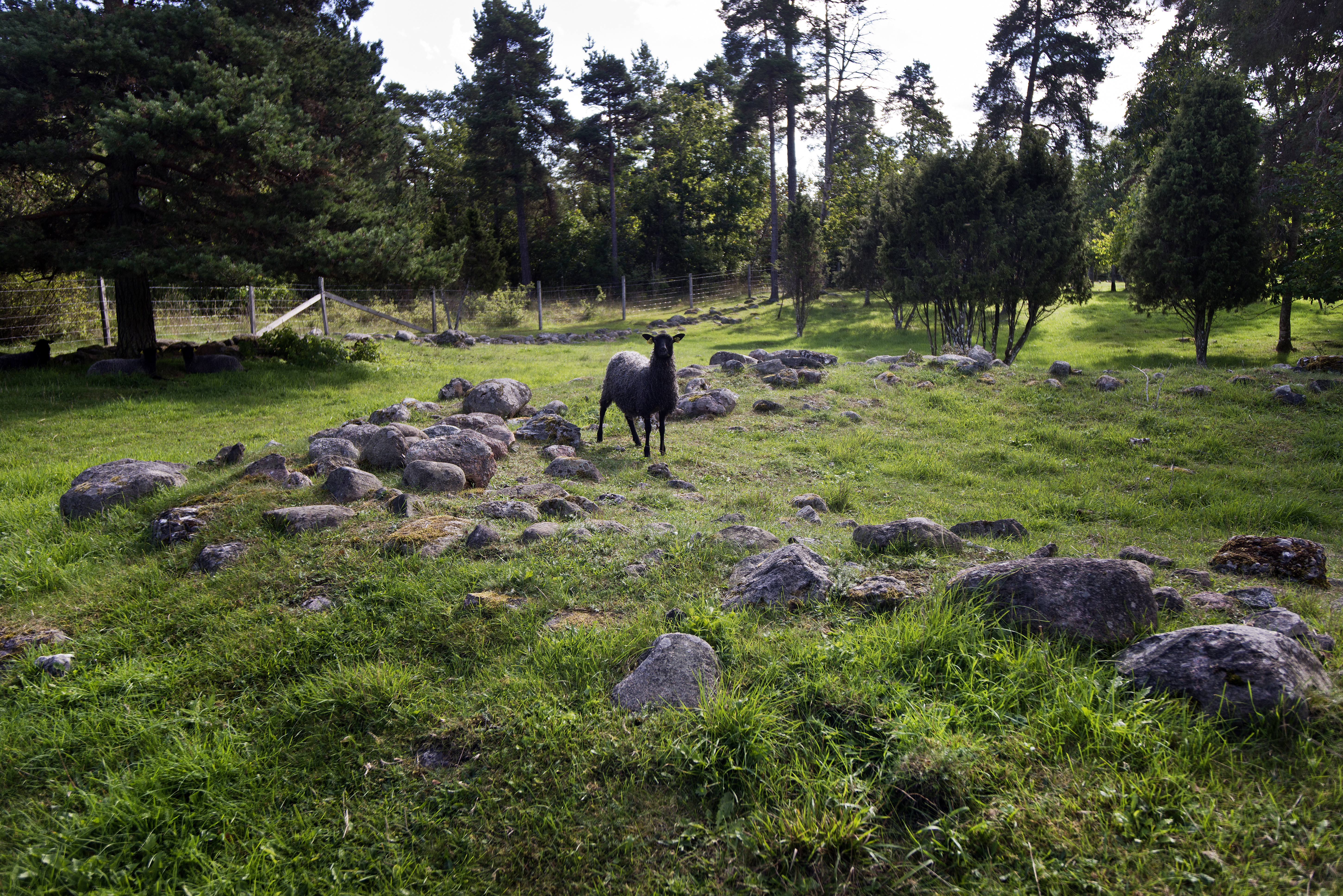
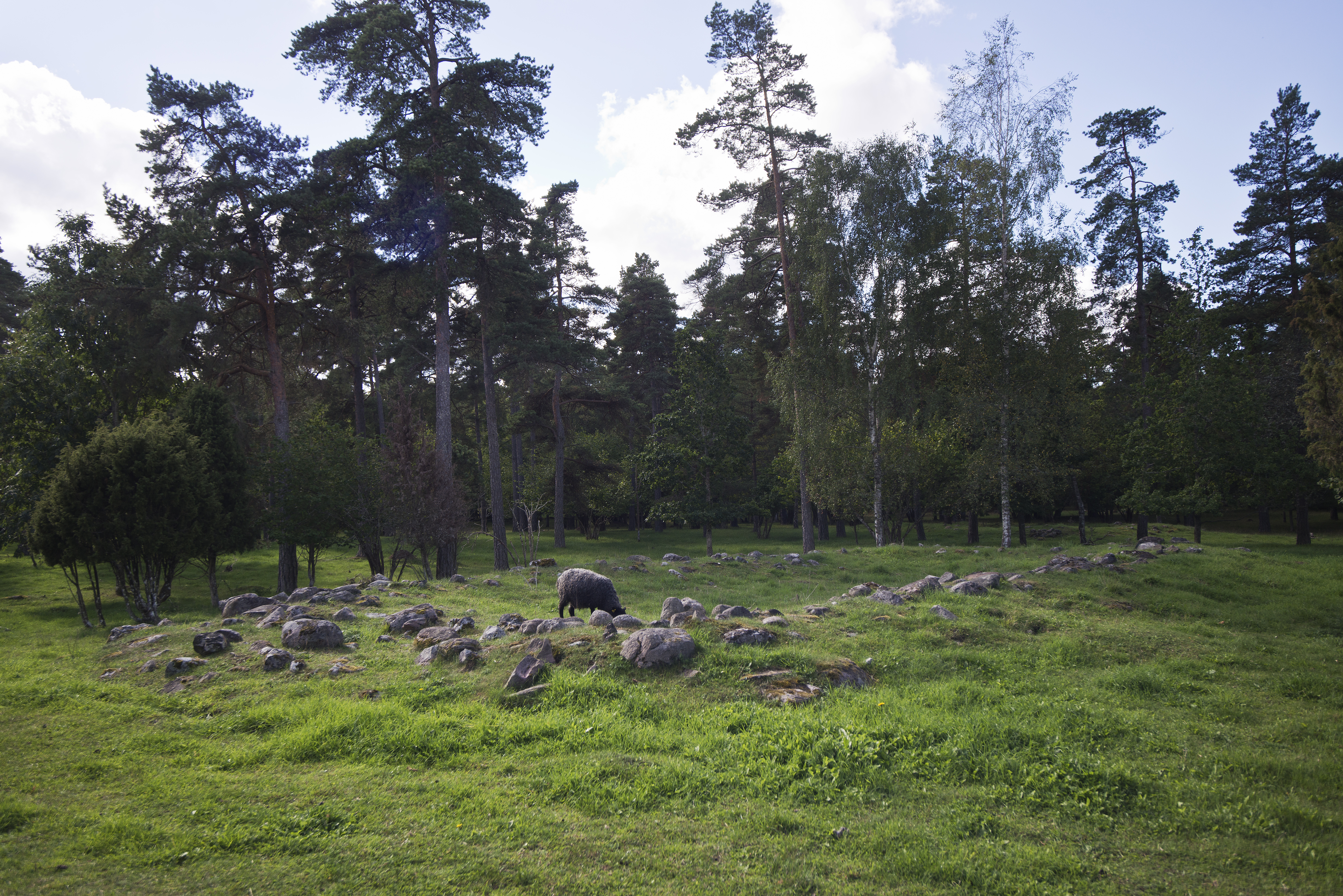

## Namnet
Namnet (1300-talet Belij) kan komma från en gård och innehåller bäl, 'grusås'.

## Befolkningsutveckling
| Befolkningsutvecklingen i Bäls socken 1800–2020 | Befolkningsutvecklingen i Bäls socken 1800–2020 | Befolkningsutvecklingen i Bäls socken 1800–2020 | Befolkningsutvecklingen i Bäls socken 1800–2020 | Befolkningsutvecklingen i Bäls socken 1800–2020 |
| --- | ----------------------------------------------- | ----------------------------------------------- | ----------------------------------------------- | ----------------------------------------------- |
| |                                                 |                                                 |                                                 |                                                 |
| År |                                                 |                                                 | Folkmängd                                       |                                                 |
| 1800 | 1800                                            |                                                 | 166                                             |                                                 |
| 1810 | 1810                                            |                                                 | 178                                             |                                                 |
| 1820 | 1820                                            |                                                 | 187                                             |                                                 |
| 1830 | 1830                                            |                                                 | 207                                             |                                                 |
| 1840 | 1840                                            |                                                 | 214                                             |                                                 |
| 1850 | 1850                                            |                                                 | 195                                             |                                                 |
| 1860 | 1860                                            |                                                 | 219                                             |                                                 |
| 1870 | 1870                                            |                                                 | 240                                             |                                                 |
| 1880 | 1880                                            |                                                 | 269                                             |                                                 |
| 1890 | 1890                                            |                                                 | 204                                             |                                                 |
| 1900 | 1900                                            |                                                 | 196                                             |                                                 |
| 1910 | 1910                                            |                                                 | 180                                             |                                                 |
| 1920 | 1920                                            |                                                 | 230                                             |                                                 |
| 1930 | 1930                                            |                                                 | 225                                             |                                                 |
| 1940 | 1940                                            |                                                 | 197                                             |                                                 |
| 1950 | 1950                                            |                                                 | 165                                             |                                                 |
| 1960 | 1960                                            |                                                 | 140                                             |                                                 |
| 1970 | 1970                                            |                                                 | 127                                             |                                                 |
| 1980 | 1980                                            |                                                 | 148                                             |                                                 |
| 1990 | 1990                                            |                                                 | 155                                             |                                                 |
| 2000 | 2000                                            |                                                 | 135                                             |                                                 |
| 2010 | 2010                                            |                                                 | 133                                             |                                                 |
| 2020 | 2020                                            |                                                 | 123                                             |                                                 |
| Anm: Källor: Umeå universitet - Tabellverket 1749-1859, Demografiska databasen, CEDAR, Umeå universitet, Befolkningsutvecklingen i Gotlands socknar 2000 - 2010, Folkmängden per distrikt, landskap, landsdel eller riket efter kön. År 2015 - 2022. |                                                 |                                                 |                                                 |                                                 |

### Fotnoter
1. 1 2  Svensk Uppslagsbok andra upplagan 1947–1955: Bäl socken
2. ↑  ”Folkmängden per distrikt, landskap, landsdel eller riket efter kön. År 2015 - 2022”. Statistikdatabasen. Statistiska centralbyrån. http://www.statistikdatabasen.scb.se/pxweb/sv/ssd/START__BE__BE0101__BE0101A/FolkmangdDistrikt/. Läst 23 april 2023.
3. ↑  Harlén, Hans; Harlén Eivy (2003). Sverige från A till Ö: geografisk-historisk uppslagsbok. Stockholm: Kommentus. Libris 9337075. ISBN 91-7345-139-8
4. ↑  ”Församlingar”. Statistiska centralbyrån. https://www.scb.se/hitta-statistik/regional-statistik-och-kartor/regionala-indelningar/forsamlingar/. Läst 30 december 2022.
5. ↑  Administrativ historik för Bäl socken (Klicka på församlingsposten). Källa: Nationella arkivdatabasen, Riksarkivet.
6. ↑  Om Gotlands båtsmanskompani
7. 1 2  Sjögren, Otto (1931). Sverige geografisk beskrivning del 2 Östergötlands, Jönköpings, Kronobergs, Kalmar och Gotlands län. Stockholm: Wahlström & Widstrand. Libris 9939
8. 1 2  Nationalencyklopedin
9. ↑  Förteckning över slipskåror
10. ↑  Fornlämningar, Statens historiska museum: Bäls socken
11. ↑  Fornminnesregistret, Riksantikvarieämbetet: Bäls socken Fornminnen i socknen erhålls på kartan genom att skriva in sockennamn (utan "socken") i "Ange geografiskt område"
12. ↑  Mats Wahlberg, red (2003). Svenskt ortnamnslexikon. Uppsala: Institutet för språk och folkminnen. Libris 8998039. ISBN 91-7229-020-X. https://isof.diva-portal.org/smash/get/diva2:1175717/FULLTEXT02.pdf